# КОСТ (ЕУ)
КОСТ (енгл. European Cooperation in Science and Technology; COST) је програм Европске уније установљен 1971. године као међународни оквир за европску сарадњу у области научних истраживања, која су финансирана средствима из државних фондова и координирају се на европском нивоу. Србија и Црна Гора је пуноправни члан овог програма од јуна 2001. године.